# 오시루시
오시루시(일본어: お印) 혹은 어인장(御印章)는 일본의 황족들이 옷을 두르는 데 사용하는 휘장 또는 심벌 마크를 가리킨다. 한자나 그림을 사용한다.
메이지 시대 이후 사용하기 시작했으며, 《황실전범》에는 따로 규정되어 있지는 않다.

## 역대 천황들이 사용한 오시루시
- 메이지 천황: 길 영 (永)
  - 쇼켄 황태후: 참취 (새싹)
- 다이쇼 천황: 목숨 수 (壽)
  - 데이메이 황후: 등나무
- 쇼와 천황: 햇대 (若竹)
  - 고준 황후:  복숭아
- 상황 아키히토: 영화 영 (榮)
  - 미치코 상황후: 자작나무
- 나루히토 : 가래나무
  - 마사코 황후 : 해당화

## 황자녀

### 메이지 천황의 황자녀
- 하루노미야 요시히토 친왕 : 목숨 수 (壽)
- 츠네히사 왕비 마사코 내친왕 : 학 (鶴)
- 나루히사 왕비 후사코 내친왕 : 거북이 (亀)
- 야스히코 왕비 노부코 내친왕 : 덕 (徳)
- 나루히코 왕비 토시코 내친왕 : 효 (孝)

### 다이쇼 천황의 황자녀
- 미치노미야 히로히토 친왕 : 어린 대나무
- 치치부노미야 야스히토 친왕 : 어린 소나무
- 타카마츠노미야 노부히토 친왕 : 어린 매화나무
- 미카사노미야 타카히토 친왕 : 어린 삼나무

### 쇼와 천황의 황자녀
- 테루노미야 시게코 내친왕 : 붉은 매화
- 히사노미야 사치코 내친왕
- 타카노미야 카즈코 내친왕 : 하얀 국화
- 요리노미야 아츠코 내친왕 : 키쿠자쿠라
- 츠구노미야 아키히토 친왕 : 영 (榮. 글자)
- 히타치노미야 마사히토 친왕 : 황심수 (목련과의 상록 교목)
- 스가노미야 타카코 내친왕 : 타치바나 (귤 품종)

### 헤이세이 천황 (상황)의 황자녀
- 히로노미야 나루히토 친왕 : 가래나무
- 아키시노노미야 후미히토 친왕 : 솔송나무
- 노리노미야 사야코 내친왕 : 수련

### 레이와 천황 (현 천황)의 황자녀
- 토시노미야 아이코 내친왕 : 오엽철쭉